# Julio Román Lizarzaburu
Julio Román Lizarzaburu (Chimborazo, Ecuador, 1854 - 31 de enero de 1927) fue un general revolucionario y político ecuatoriano.

## Biografía
Nieto de José Antonio de Lizarzaburu, fundador y primer alcalde de Riobamba tras el reasentamiento de 1799, el General Román fundó la Sociedad Liberal Radical de Chimborazo, principal representación del radicalismo en la provincia y tomó parte en las acciones militares que permitieron a Eloy Alfaro consolidar su poder.
Entre las ocupaciones políticas que desempeñó se cuentan la presidencia el Concejo municipal de Riobamba en 1897, 1902 y 1903; y el Ministerio de Instrucción Pública en 1906.Su hijo fue Jose Maria Roman, nacido el 4 de diciembre de 1876.